# Pierre Guérusseau du Magnou
Cet article possède un paronyme, voir Magnoux.
Pierre Guérusseau, seigneur du Magnou, mort le 10 mai 1706 à Rochefort, est un officier de marine français des XVIIe et XVIIIe siècles. Il sert pendant la guerre de Hollande et la guerre de la Ligue d'Augsbourg dans la Marine royale et termine sa carrière au grade de chef d'escadre.

## Biographie
Issu d'une famille noble connue en Poitou dès le XVe siècle, il entre dans la Marine royale vers 1650.  
Promu capitaine de vaisseau en 1666, il participe à la guerre de Hollande (1672-1678). Pour la perte de son vaisseau Le Rouen à la pointe du Hoc le 17 janvier 1670, il est condamné à mort, sans que le jugement soit exécuté. Il est rétabli dans son grade en 1672.  
Il est à la bataille de Solebay le 7 juin 1672, commandant du L'Excellent, 50 canons, dans la flotte combinée franco-anglaise sous les ordres du prince Rupert et il est blessé au cours du combat. En 1673, il commande toujours L'Excellent, lors des trois combats qui opposent la flotte française aux vaisseaux hollandais de l'amiral Ruyter. Il fait alors partie du corps de bataille, placé sous les ordres du vice-amiral d'Estrées. Il sert enfin en 1676, pendant la campagne sur les côtes de Sicile, à bord du Florissant. 
Il sert à nouveau pendant la guerre de la Ligue d'Augsbourg. Il est à la bataille du cap Béveziers, le 10 juillet 1690, commandant L'Aimable, de 70 canons, sous les ordres du vice-amiral, le comte de Tourville, monté sur le Soleil Royal. Le 29 mai 1692, il est au désastre de La Hougue, combat au cours duquel une grande partie de la flotte française est soit détruite, soit contrainte de se saborder. Au commandement du Conquérant, 84 canons, il parvient néanmoins à sauver son vaisseau. Il est cité dans le récit du combat que livre le marquis de Villette-Mursay dans ses Mémoires :

« Les seconds de M. de Tourville, d'Anfreville et du Magnon, ont partagé les coups et l'honneur de leur amiral. »

— Vilette-Mursay, Mémoires…, p. 142
Promu chef d'escadre de Poitou et Saintonge le 1er janvier 1693, en même temps que le marquis d'Infreville, le marquis d'Amblimont et le Chevalier de Cogolin. 1693 est l'année de la création de l'ordre royal et militaire de Saint-Louis, ordre dont il est fait Chevalier avec une pension de 2 000 livres. La même année, il est au combat de Lagos au large du Portugal. Il décède en 1706 à Rochefort. 
Dans son Histoire de l'Ordre royal et militaire de Saint-Louis, M. d'Aspect écrit :

« Il s'étoit trouvé dans toutes les expéditions les plus importantes de la guerre de Hollande & de celle de la Ligue d'Ausbourg. II avoit été blessé dans tous les combats où il s'était trouvé. II se couvrit de gloire par la fermeté avec laquelle il soutint, au combat de la Hogue, l'effort de trois vaisseaux qui s'attacherent au sien, qui étoit L'Aimable, de soixante-dix canons. On sçait qu'au retour des vingt-cinq vaisseaux qui avoient poursuivi M. de Pannetier, chaque navire du corps de bataille, où étoit le Comte de Tourville, eut à combattre contre plusieurs vaisseaux ennemis. M. du Magnon fut du nombre de ces braves qui soutintent ce furieux choc avec une valeur héroïque. II mourut en 1706 à Rochefort, dont il avoit le Commandement. Il étoit le plus ancien Officier de la Marine, & avoit servi durant cinquante-six ans. »

Il avait épousé en premières noces Anne Rousseau, dont il eut :
- Marie-Anne de Guérusseau, mariée à Philippe-Ignace de Tryon-Montalembert [10], seigneur d'Espanvilliers.

### Sources et bibliographie
- Prosper Levot et Onésime-Joachim Troude, Batailles navales de la France, Paris, Challamel l'Aîné, 1867 (lire en ligne)
- Alexandre Mazas, Histoire de l'Ordre royal et militaire de Saint-Louis, Didot, 1860 (lire en ligne)
- M. d'Aspect, Histoire de l'Ordre royal et militaire de Saint-Louis, vol. 3, Paris, chez la veuve Duchesne, 1780 (lire en ligne), p. 141-142
- Philippe Le Valois, marquis de Villette-Mursay, Mémoires du marquis de Villette, Renouard, 1844 (lire en ligne)